# Giuseppe Taglialatela
Giuseppe Taglialatela (ur. 2 stycznia 1969 w Ischii) – włoski piłkarz występujący na pozycji bramkarza.

## Życiorys
Jest wychowankiem Ischia Calcio, a w 1984 roku został juniorem Napoli. W 1986 roku został włączony do pierwszej drużyny Napoli. W latach 1988–1990 był wypożyczany do Palermo i Avellino. W barwach Napoli w Serie A zadebiutował 6 stycznia 1991 roku w przegranym 0:1 spotkaniu z Juventusem. W połowie 1991 roku ponownie został wypożyczony do Palermo, a następnie – do Bari. Po powrocie do Napoli stał się zawodnikiem podstawowego składu, rozgrywając następnie 174 ligowe spotkania w klubie. W 1999 roku został piłkarzem Fiorentiny, gdzie był zmiennikiem początkowo Francesco Toldo, a następnie Alexa Manningera. Z tego powodu we florenckim klubie rozegrał jedynie dwanaście ligowych meczów. W 2001 roku zdobył jednakże wraz z Fiorentiną Puchar Włoch. W sezonie 2002/2003 grał w Sienie, która awansowała wówczas do Serie A. Po roku przerwy został piłkarzem Benevento, po czym grał w Avellino. Piłkarską karierę zakończył w 2006 roku. W latach 2014–2015 był trenerem bramkarzy w Ischia Calcio, a w 2020 roku został prezesem tego klubu.

## Statystyki ligowe
| Sezon     | Klub               | Liga     | Mecze | Gole |
| --------- | ------------------ | -------- | ----- | ---- |
| 1986/1987 | SSC Napoli         | Serie A  | 0     | 0    |
| 1987/1988 | SSC Napoli         | Serie A  | 0     | 0    |
| 1988/1989 | US Palermo         | Serie C1 | 34    | 0    |
| 1989/1990 | US Avellino        | Serie B  | 38    | 0    |
| 1990/1991 | SSC Napoli         | Serie A  | 3     | 0    |
| 1991/1992 | US Palermo         | Serie B  | 38    | 0    |
| 1992/1993 | AS Bari            | Serie B  | 30    | 0    |
| 1993/1994 | SSC Napoli         | Serie A  | 29    | 0    |
| 1994/1995 | SSC Napoli         | Serie A  | 33    | 0    |
| 1995/1996 | SSC Napoli         | Serie A  | 34    | 0    |
| 1996/1997 | SSC Napoli         | Serie A  | 34    | 0    |
| 1997/1998 | SSC Napoli         | Serie A  | 28    | 0    |
| 1998/1999 | SSC Napoli         | Serie A  | 16    | 0    |
| 1999/2000 | AC Fiorentina      | Serie A  | 0     | 0    |
| 2000/2001 | AC Fiorentina      | Serie A  | 3     | 0    |
| 2001/2002 | AC Fiorentina      | Serie A  | 9     | 0    |
| 2002/2003 | AC Siena           | Serie B  | 1     | 0    |
| 2004/2005 | Sporting Benevento | Serie C1 | 1     | 0    |
| 2005/2006 | US Avellino        | Serie B  | 5     | 0    |